# Pray for Paris

Image Pray for Paris utilisée lors des manifestations.

« Pray for Paris » (« Priez pour Paris ») est un slogan de solidarité repris sur Twitter sous le hashtag #PrayForParis en réaction aux attentats du 13 novembre 2015 en France. Le mot clé #PrayForParis devance #JeSuisCharlie en étant utilisé dans 6,7 millions de tweets en 10 heures dans le monde contre 6,63 en cinq jours. Le slogan fait l'objet de nombreuses adaptations graphiques parmi lesquelles celle typographiée PRAY FOR PARIS avec le « A » de « Paris » stylisé en tour Eiffel.

## Variantes et hashtags populaires

### Peace for Paris
Le slogan Peace for Paris signifiant « Paix pour Paris » en français est également largement plébiscité. Son symbole, créé par Jean Jullien et repris dans de nombreux médias, représente la tour Eiffel glissée dans le symbole de Peace and love,.

### Je Suis Paris

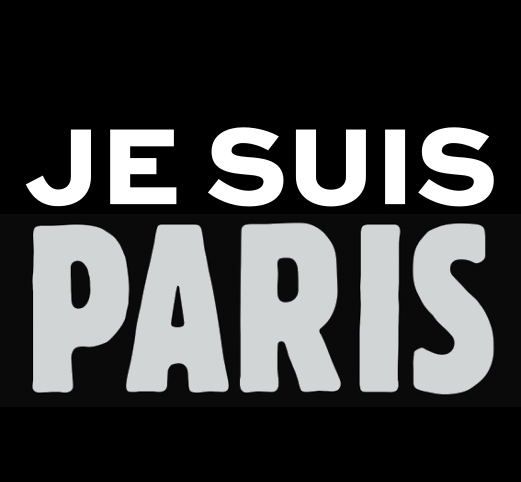
« Je suis Paris », inspiré également du logo Je suis Charlie.

Le slogan « Je suis Paris », puisant son inspiration dans « Je suis Charlie », est une autre variante qui a gagné en popularité. D'ailleurs, le 21 novembre 2015, les joueurs du Paris SG portèrent un maillot floqué de ce slogan qu'ils conserveront pendant trois rencontres dont une internationale face à Malmö (Suède).

### Autres
Parmi les autres slogans popularisés ce soir là, on notera également l'émergence des mots clés #NousSommesUnis et #NousSommesParis,.

## Réactions
Réagissant au slogan, le 14e dalai-lama déclara à la Deutsche Welle : « Ne priez pas pour Paris, travaillez pour la paix », expliquant : « Nous ne pouvons résoudre ce problème uniquement par la prière. Je suis bouddhiste et je crois dans la prière. Mais les humains ont créé ce problème, et maintenant, nous demandons à Dieu de le résoudre. C'est illogique. Dieu répondrait, résolvez le vous-même parce que c'est vous qui l'avez créé en premier lieu ». 
Le dessinateur et scénariste Joann Sfar a publié sur Instagram un dessin critique contre la demande religieuse de prier, constatant :
« friends from the whole world, thank you for #prayforparis, but we don't need more religion! our faith goes to music! Kisses! Life! Champagne and JOY! #ParisIsAboutLife. » qui heurta l'opinion publique internationale,. Le chercheur Sébastien Fath compare à cette occasion la fermeture antireligieuse du dessin de Sfar avec l'ouverture fédératrice manifestée dans La Rose et le Réséda (1943), poème de Résistance de Louis Aragon qui unit « celui qui croyait au ciel et celui qui n'y croyait pas ».
Reprochant le recours à des termes religieux, Luc Le Vaillant déclare dans le journal Libération que « c’est gentil, mais ne vous sentez pas obligé de prier pour Paris », et aussi que « s’il vous plaît, chers amis du monde libre et de l’Occident chrétien, évitez de nous engager dans votre guerre de religion en faisant de la tour Eiffel un ex-voto et du drapeau bleu-blanc-rouge, une bannière en procession… Alors d’accord, on arrête les prières ? Et on va boire un verre contre le fondamentalisme et tirer un feu d’artifice contre l’obscurantisme ? ». Son billet provoque plusieurs commentaires négatifs.

## Déposition de marques
Le 20 novembre 2015, l'INPI refusa la déposition des slogans « Pray for Paris » et « Je suis Paris » comme marque déposée,.